# Stelis pardita
Stelis pardita är en biart som först beskrevs av (parker och Griswold 1993, och fick sitt nu gällande namn av >. Stelis pardita ingår i släktet pansarbin, och familjen buksamlarbin. Inga underarter finns listade i Catalogue of Life.